# Tallapoosa (Missouri)
Tallapoosa és una població dels Estats Units a l'estat de Missouri. Segons el cens del 2000 tenia 204 habitants.

## Demografia
Segons el cens del 2000, Tallapoosa tenia 204 habitants, 73 habitatges, i 54 famílies. La densitat de població era de 183,2 habitants per km².
Dels 73 habitatges en un 37% hi vivien nens de menys de 18 anys, en un 49,3% hi vivien parelles casades, en un 17,8% dones solteres, i en un 24,7% no eren unitats familiars. En el 19,2% dels habitatges hi vivien persones soles el 9,6% de les quals corresponia a persones de 65 anys o més que vivien soles. El nombre mitjà de persones vivint en cada habitatge era de 2,79 i el nombre mitjà de persones que vivien en cada família era de 3,22.
Per edats la població es repartia de la següent manera: un 32,4% tenia menys de 18 anys, un 9,3% entre 18 i 24, un 26,5% entre 25 i 44, un 18,1% de 45 a 60 i un 13,7% 65 anys o més.
L'edat mediana era de 31 anys. Per cada 100 dones de 18 o més anys hi havia 94,4 homes.
La renda mediana per habitatge era de 14.375 $ i la renda mediana per família de 15.000 $. Els homes tenien una renda mediana d'11.875 $ mentre que les dones 15.000 $. La renda per capita de la població era de 6.377 $. Entorn del 42,6% de les famílies i el 48,4% de la població estaven per davall del llindar de pobresa.

## Poblacions més properes
El següent diagrama mostra les poblacions més properes.